# روهان بانيرجي
روهان بانيرجي (10 ديسمبر 1988 في الهند - ) هو لاعب كريكت هندي.